# Uresiphita gracilis
Uresiphita gracilis là một loài bướm đêm trong họ Crambidae.